# 葛西御厨
葛西御厨（かさいのみくりや）は下総国葛飾郡南部にあった、中世の寄進型荘園の一つで、伊勢神宮の御厨。
永万元年（1165年）、葛西城（現在の東京都葛飾区青戸）に居住していた葛西清重が、上木毛河、篠崎など周辺領内33郷を寄進して成立した。領家口入職（りょうけくにゅうしき）は当初は卜部氏であったが、のちに神宮外宮禰宜の度会氏が世襲した。江戸期には武蔵国に属し、西葛西領／東葛西領が存在した。明治初期の金町村、上木下川村、下木下川村、上篠崎村、下篠崎村がこれにあたるという。現在の東京都葛飾区、江戸川区の一部とされる。